# 美多川光子
美多川 光子（みたがわ みつこ、1936年3月29日 - ）は、日本の女優。淑徳学園卒業。東京府生まれ。
1954年にマキノ光雄にスカウトされ、東映入社。『百面童子』がデビュー作。1955年に日活に移籍。その後、衣笠プロ、タレントエージェント、東京プロダクションに所属していた。

## 出演作品

### 映画
- 東京のバスガール（佐藤ミネ子）
- アンコなぜ泣く（高田まゆみ）
- フランキー・ブーチャンの殴り込み落下傘部隊（妹安子）
- 江戸の小鼠たち（おさよ）
- 池田大助捕物帖 血染の白矢（お美濃）
- 唄祭り喧嘩旅（お千世）
- 地底の歌（伊豆トキ子）
- 若いお巡りさん（山村京子）
- 肉体の密輸（中村美代）
- 甲武信嶽伝奇（お美乃）
- 旅鴉でござんす（おつや）
- 夕焼童子 二部作（お千代）
- ふり袖侠艶録（浪乃）
- 天保六道銭 平戸の海賊（三千歳）
- 百面童子 四部作（マリヤ姫）

### テレビドラマ
- NECサンデー劇場 / 女殺油地獄（1960年、NET）